# Parque Natural do Litoral Norte
O Parque Natural do Litoral Norte é uma área protegida de Portugal, substituindo a Área de Paisagem Protegida do Litoral de Esposende (APPLE). O Parque Natural do Litoral Norte estende-se ao longo de 16 km de costa, entre a foz do rio Neiva e a zona sul da Apúlia, em área administrativa do concelho de Esposende, entre a foz do rio Neiva e a Apúlia.
É constituído por praias fluviais e marítimas, com recifes, dunas, pinhal, carvalhal e zonas agrícolas, para além de inúmeras ribeiras que desaguam directamente no mar. Os principais cursos de agua são o rio Neiva e o rio Cávado, este com um estuário de enormes dimensões.
Esta área protegida foi criada no sentido de conservar os seus valores naturais, físicos, estéticos, paisagísticos e culturais, com especial relevo para a preservação dos sistema dunar.

## Parque

### Morfologia
O Parque Natural do Litoral Norte, está num segmento costeiro da região norte de Portugal. As zonas costeiras apresentam características especiais que resultam do contacto do ambiente oceânico com o continente, no caso do Parque Natural do Litoral Norte encontra-se atracção turística para populações de centros urbanos próximos como Braga, Barcelos, Viana do Castelo, Guimarães e Porto.

### Clima
O clima na região do Parque Natural do Litoral Norte é o resultado da sua posição geográfica. A sua proximidade com o oceano, faz com que o Parque seja constantemente bafejado com massas de ar provenientes do Atlântico  com muita humidade, além disso o Parque ainda tem muitas influências Mediterrânicas no seu clima.
A temperatura média anual do Parque situa-se nos 14°C, sendo que os valores médios mensais, no Verão, se situam nos 20°C e no Inverno nos 9°C.
A humidade média do Parque é elevado devido à proximidade com o oceano, sendo que nunca é inferior a 70%, nos meses de Inverno e em Abril regista-se a humidade mais baixa.

### Flora
No Parque Natural do Litoral Norte estão inventariadas 240 espécies de plantas estando distribuídas pelas dunas, lagoas costeiras, florestas de pinhal e carvalhal.

#### No Litoral
No litoral, a vegetação é de extrema importância na fixação de areias e formação de dunas, encontramos as seguintes espécies:
- Eruca Marítima (Cakile maritum)
- Cardo-Marinho (Eryngium maritimum)
- Feno-das-Areias (Elymus farctus)
- Estorno (Ammophila arenaria)
- Cordeirinho-da-praia (Otanthus maritimus)

Também as espécies de chorão (chorão-das-praias Carpobrotus edulis) e a Acácia (Acacia longifolia), foram introduzidas com o sentido de fixar as areias dunares.

#### No Pinhal
No pinhal encontra-se maioritariamente povoamentos de pinheiro, as maiores manchas encontram-se na zona da Apúlia e do Fão, sendo o pinheiro bravo o mais predominante.

#### No Estuário
Nos estuários encontram-se predominantemente espécies adaptadas ao sal, devido às zonas de sapal e de salgados e porque se encontram perto do mar.
Temos portanto:
- Salgadeira
- Gramatas

Os prados salgados e os matos são os habitats que ocorrem em maior abundância, em especial no Rio Cávado, onde surgem espécies como o junco (Juncus acutus) e a Arméria (Armeria marítima).

#### Imagens da Flora

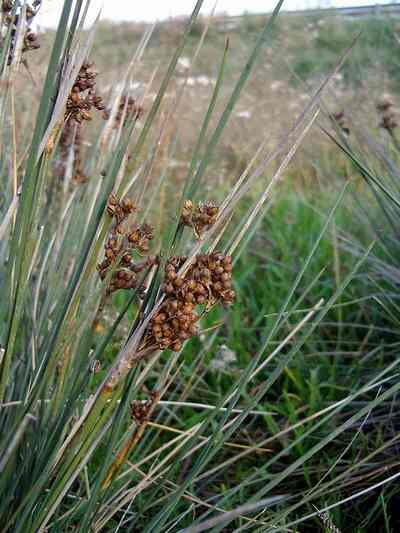
Junco
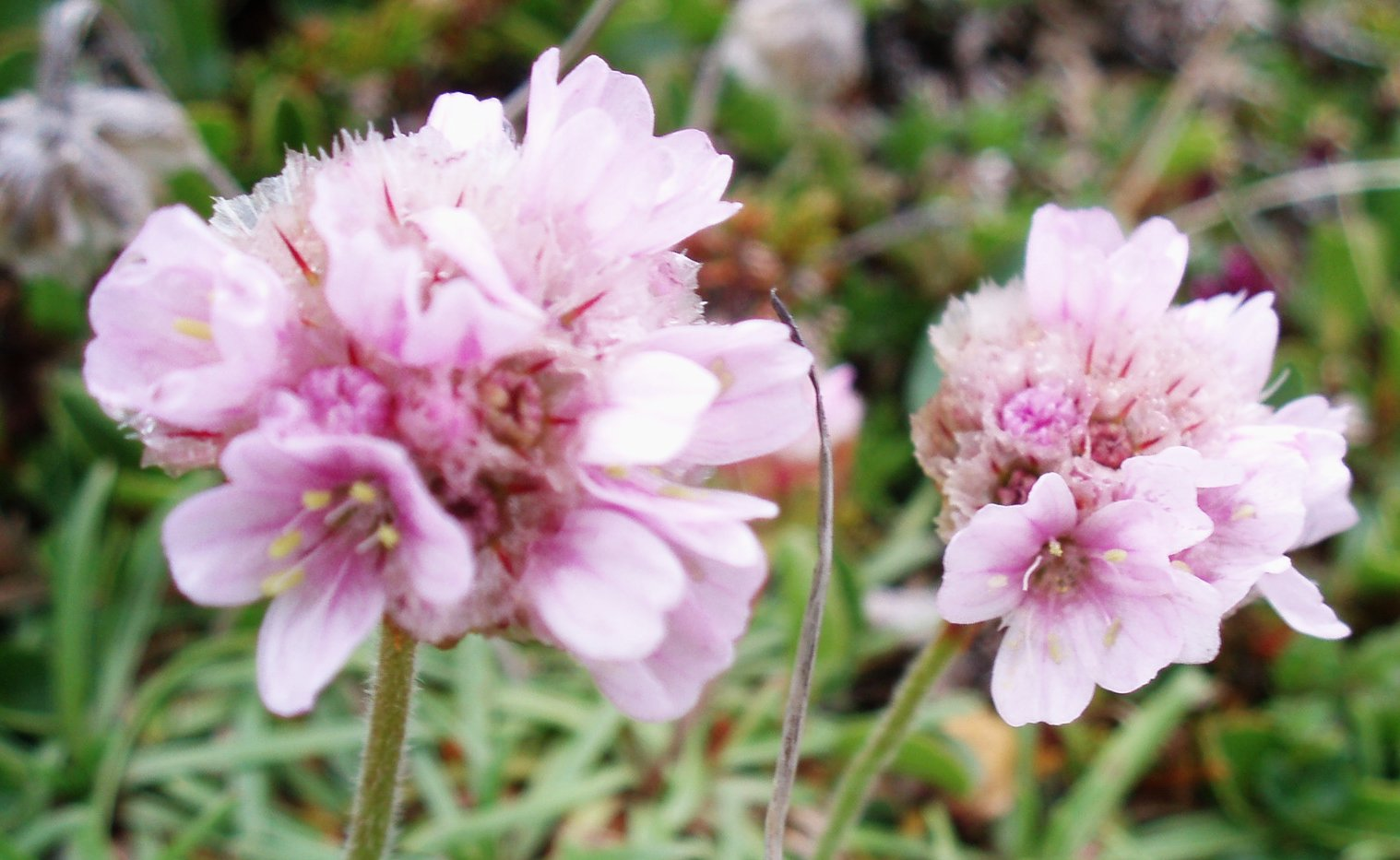
Arméria
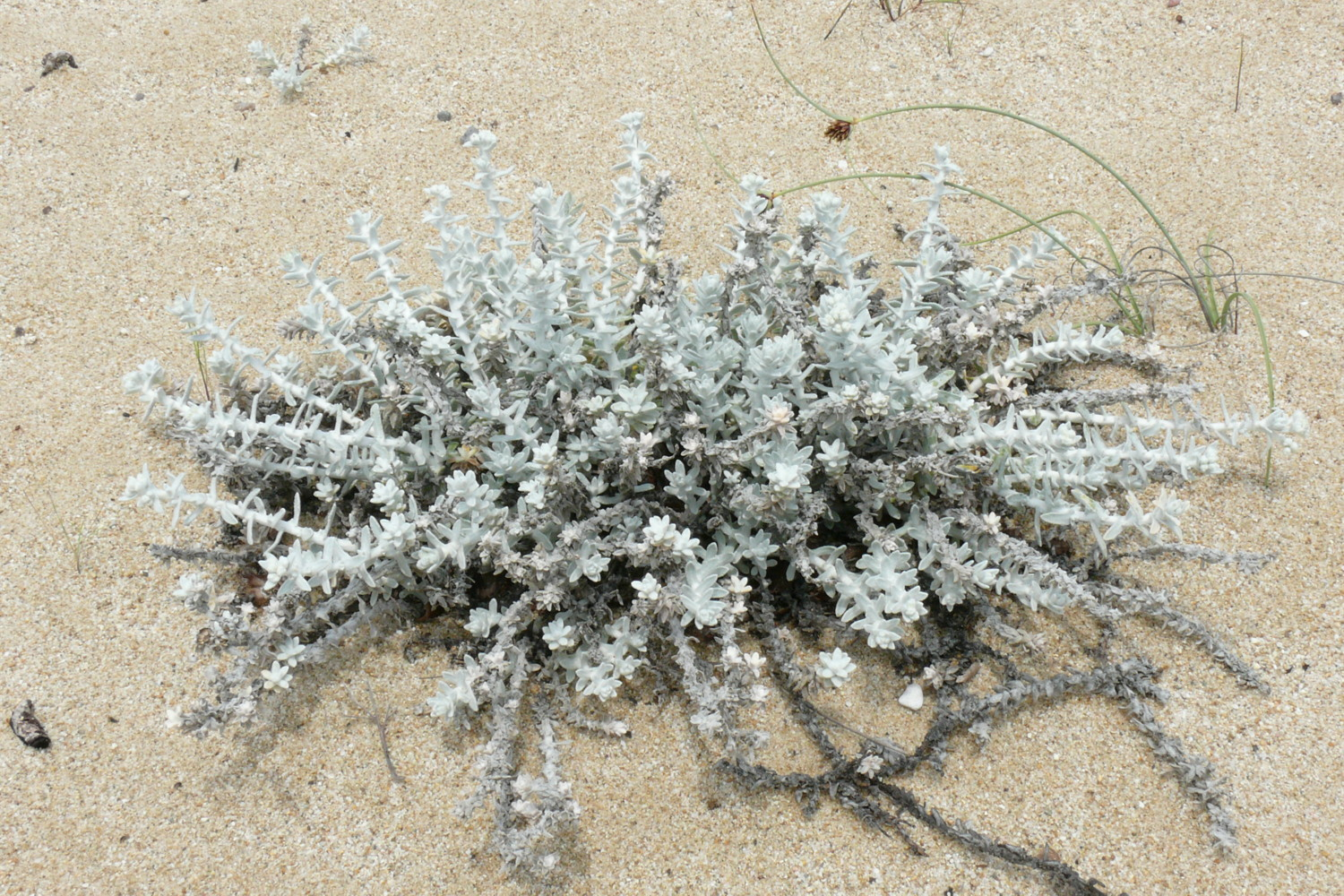
Cordeirinhos da Praia
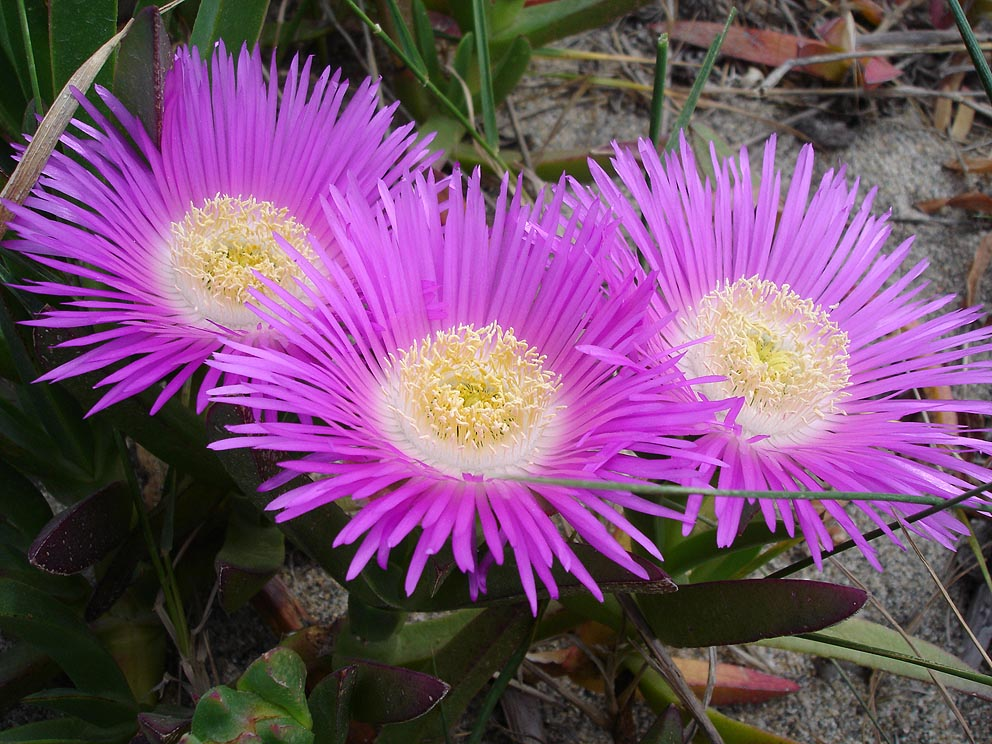
Chorão das Praias

### Fauna
No Parque Natural do Litoral Norte foram inventariadas 220 espécies de vertebrados, considerando: 117 aves, 10 mamíferos, 6 repteis, 6 anfíbios e 72 espécies de peixes.
Temos como exemplo:
Anfíbios:
- Rã-de-focinho-pontiagudo (Discoglossus galganoi)
- Sapo-de-unha-negra (Pelobates cultripes)
- Sapo-corredor (Bufo calamita)
- Rela (Hyla arborea)

Répteis:
- Sardão (Lacerta lepida)
- Lagarto-de-água (Lacerta schreiberi)

Peixes:
- Enguia (Anguilla anguilla)
- Lampreia (Petromyzon marinus)
- Savelha (Alosa fallax)
- Sável (Alosa alosa)
- Tainha (Liza ramada)

Aves:
- Mergulhão-de-pescoço-preto (Podiceps nigricollis)
- Corvo-marinho-de-crista (Phalacrocorax aristotelis),
- Açor (Accipiter gentillis),
- Tartaranhão-dos-pauis (Circus aeruginosus),
- Águia-pesqueira (Pandion haliaetus),
- Rouxinol-pequeno-dos-caniços(Acrocephalus scirpaceus)

Mamíferos:
- Lontra (Lutra lutra)
- Toirão (Mustela putorius)
- Musaranho

#### Imagens da Fauna

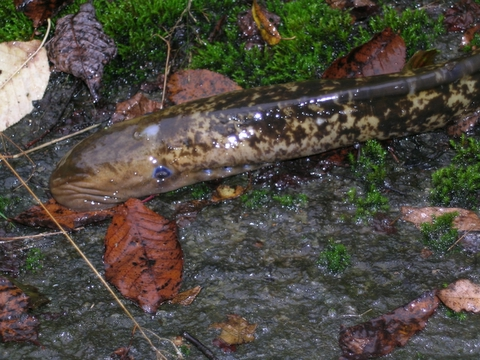
Lampreia
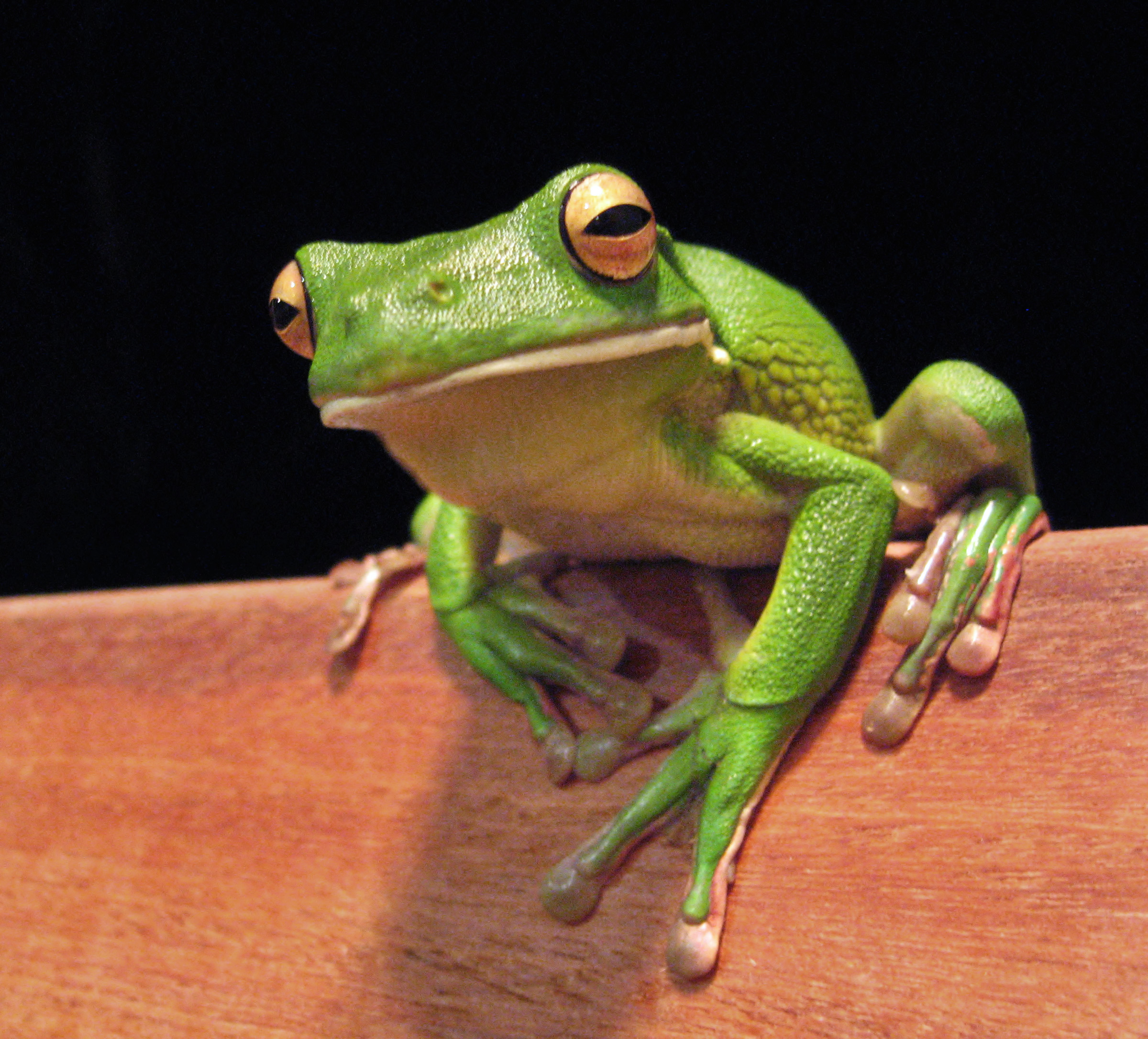
Rela
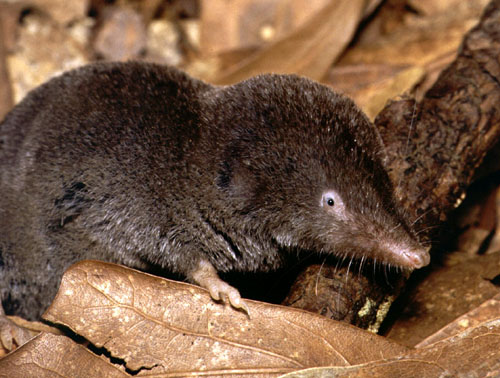
Musaranho
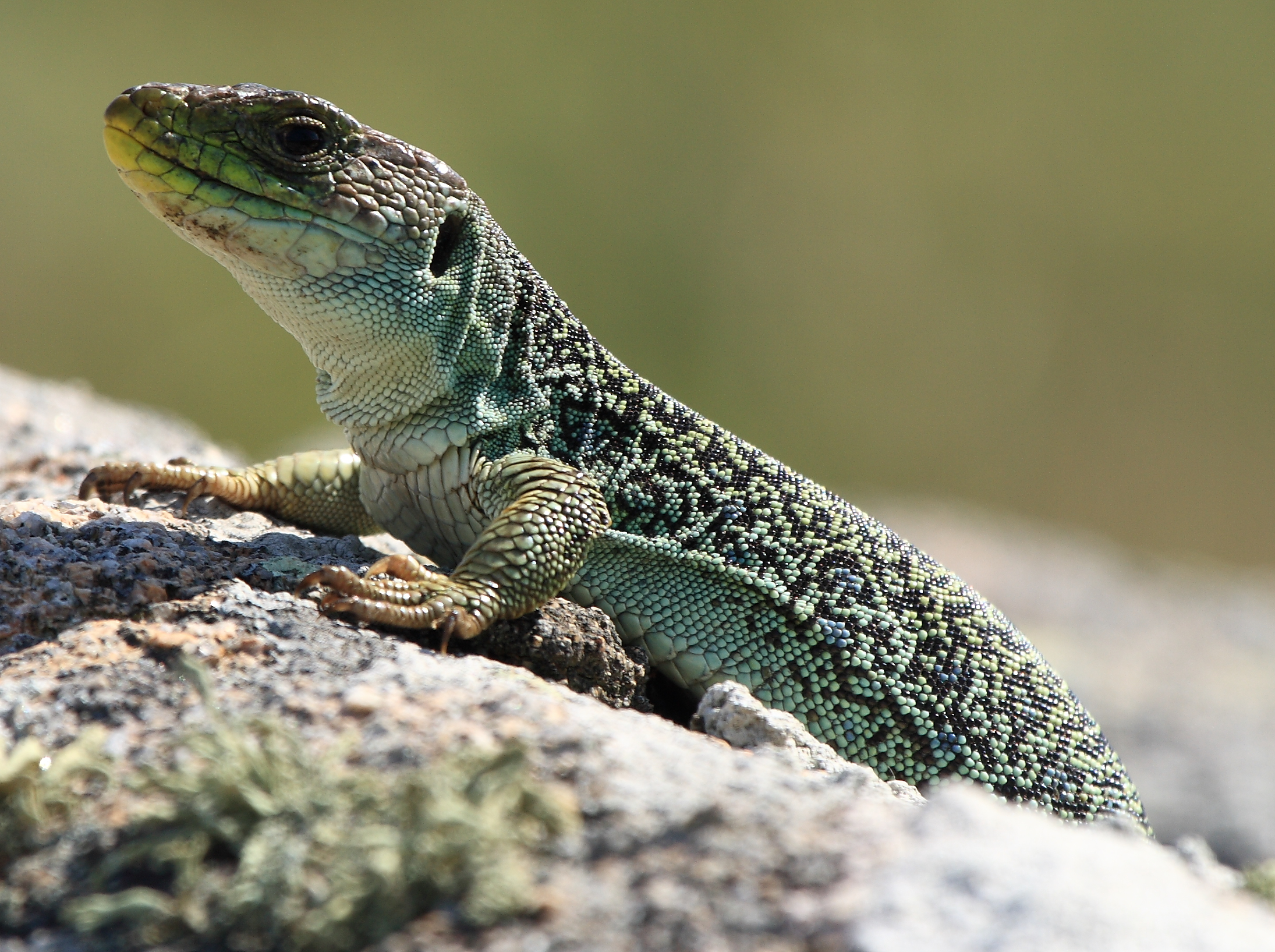
Sardão
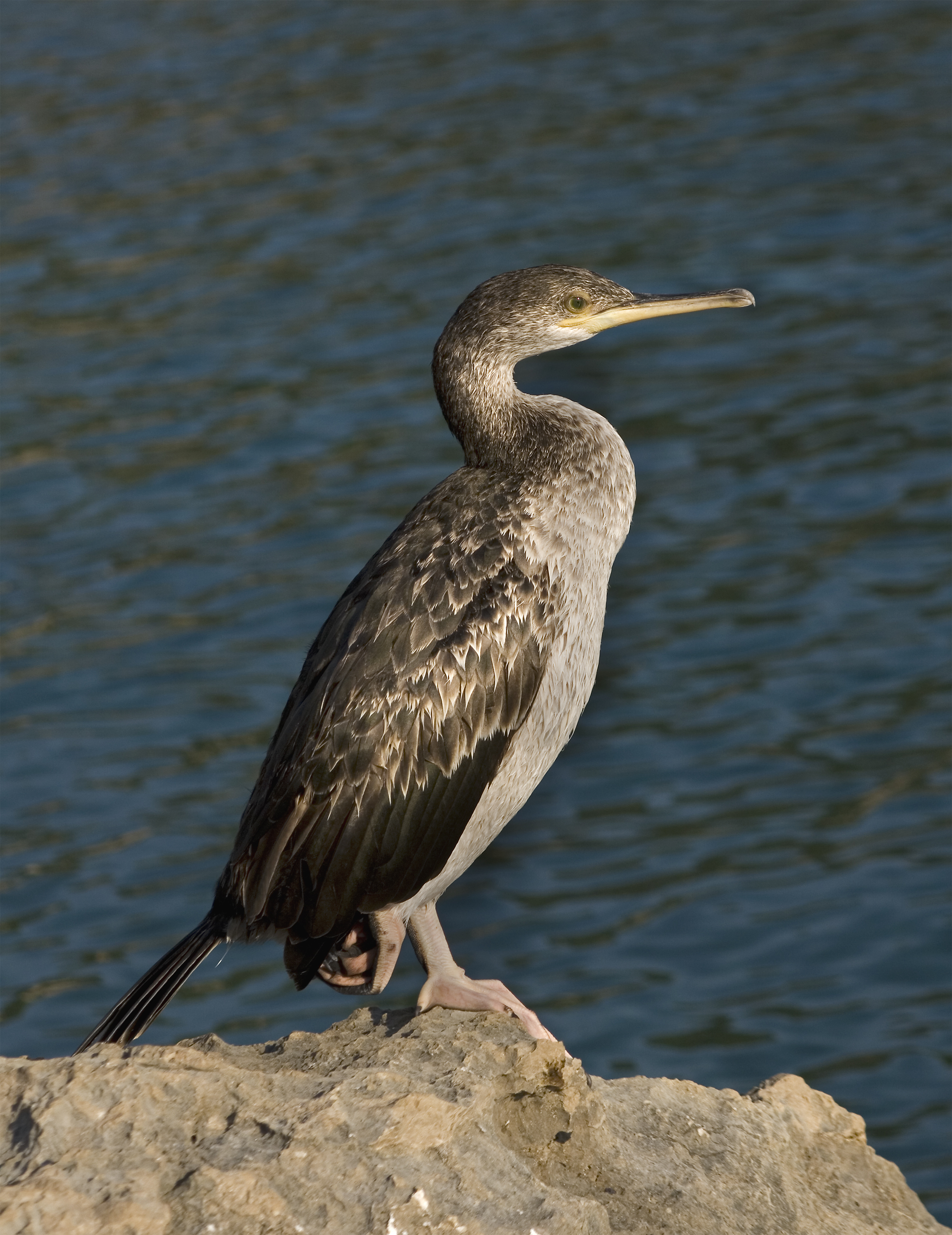
Corvo-marinho-de-crista
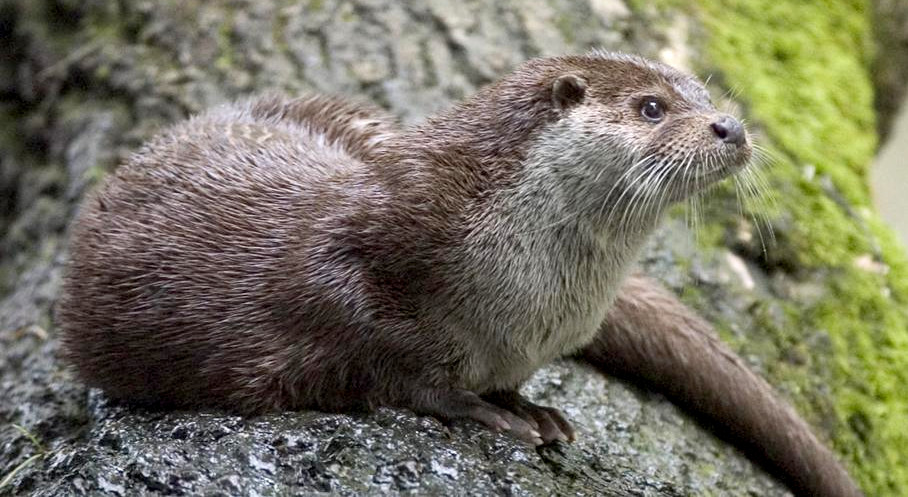
Lontra
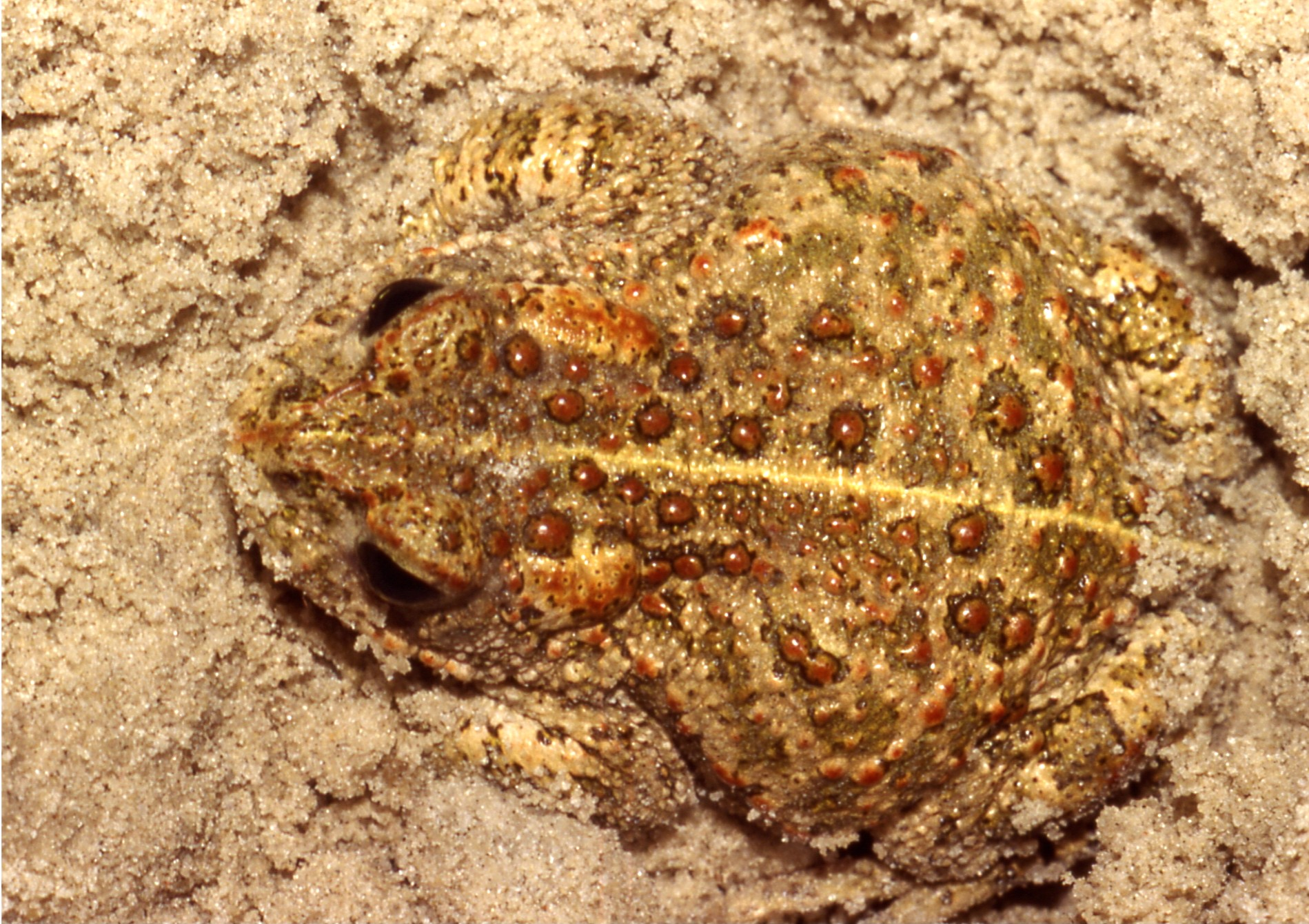
Sapo-corredor